# Colostygia cinerea
Colostygia cinerea är en fjärilsart som beskrevs av Leo Schwingenschuss 1927. Colostygia cinerea ingår i släktet Colostygia och familjen mätare. Inga underarter finns listade i Catalogue of Life.